# Фомін Володимир Васильович (футболіст)
Володимир Васильович Фомін (1902, Харків — 1942, Харків) — радянський футболіст і тренер. Старший брат футболістів Костянтина та Миколи. Заслужений майстер спорту СРСР (1936).

## Біографія
Вихованець харківського «Штандарту», в юнацькій команді якого став грати з 1913 року.
Після революції грав за низку харківських клубів, в тому числі за «Динамо», в якому тривалий час був капітаном, а 1936 року зіграв в двох перших чемпіонатах СРСР, після чого завершив ігрову кар'єру.
В цей же час Фомін виступав за збірну Харкова (1923—1935) та УРСР (1924—1935), а у 1926—1927 грав неофіційні матчі за збірну СРСР під час поїздок до Німеччини, Австрії та Латвії, де провів 16 матчів і забив два голи.
Після завершення кар'єри 1937 року очолив рідне харківське «Динамо», але після того як по завершенню сезону через реформу в радянському футболі команда перестала виступати в чемпіонаті СРСР, Володимир Фомін очолив київське «Динамо», з яким здобув четверте місце в чемпіонаті.
1939 року харківське «Динамо» стало знову виступати в чемпіонаті СРСР в групі «Б», і Фомін повернувся назад, де і тренував два сезони, поки 1940 року клуб не було розформовано.
Навесні 1942 року був розстріляний німецькими військами за переховування єврея.

## Досягнення
- Чемпіон УРСР: 1923, 1924, 1927, 1928, 1932 и 1934.
- ЧЕМПІОН ( володар кубка) ПСТ Динамо (УСРР) (3): 1929.1932.1934.

### Індивідуальні
- Влючений до складу «33» і «44» футболістів: № 3 (1928) та № 1 (1930).
- Заслужений майстер спорту СРСР: 1936
- Увійшов до символічної збірної Харкова за 70 років: 1978.